# 佐藤隆文
佐藤 隆文（さとう たかふみ、1950年5月7日 - ）は、日本の大蔵官僚・経済学者。博士（経済学）（名古屋大学・論文博士・2002年）。金融庁長官。退官後は一橋大学大学院商学研究科教授や日本取引所自主規制法人理事長、国際財務報告基準財団副議長、日本オーケストラ連盟理事長を歴任。血液型はA型。

## 人物・その他
神奈川出身。栄光学園中学校・高等学校を経て、1973年一橋大学経済学部を卒業し、大蔵省（財務省の前身）入省。1977年にオックスフォード大学大学院修士課程修了。
外務省在スイス日本大使館参事官や、大蔵省主計局主計官等を務めたのち、名古屋大学教授を経て、2001年金融庁審議官就任。その後、金融庁で検査局長、監督局長等を務めた。2002年「信用秩序政策の再構成 : 体制移行期としての1990年代」により、名古屋大学から博士（経済学）の学位を取得。
2007年金融庁長官に就任。元金融庁長官の五味廣文とは栄光学園バレーボール部で一学年違いの先輩後輩の関係である。政治家志向の強い前長官と異なり、学者肌の人物として知られる。長官就任後、業務改善命令を連発した前長官時代の「緊張型」から、金融機関と対話をする「協調型」の行政に移行すると話した。退官時に三国谷勝範新長官とともにおこなった会見では、1990年代のバブル崩壊後の金融危機は深刻なものであり、その際の不良債権処理は困難なものであったが、現在の世界金融危機は、それに比べれば日本の金融機関は比較的健全性を有しており深刻さは低いとの認識を示した。
2009年に退官し、米プロモントリー・フィナンシャル・グループ本社上級顧問に就任。2010年一橋大学大学院商学研究科教授に就任。2013年から東京証券取引所自主規制法人理事長を務め、東芝の上場等について検討を行った。
2020年、瑞宝重光章受章。

## 略歴
- 1950年 神奈川県生まれ
- 1969年3月 - 栄光学園高等学校卒業（17期）
- 1973年
  - 3月 - 一橋大学経済学部卒業[6]
  - 4月 - 大蔵省入省[7]、理財局資金課配属
- 1977年7月 - オックスフォード大学大学院修士課程修了（M. Phil.）[6]、関税局総務課
- 1978年 - 彦根税務署長
- 1979年 - 通商産業省産業政策局商政課長補佐
- 1981年 - 大蔵省国際金融局調査課長補佐
- 1983年 - 大蔵省主計局主計官補佐（通産担当、防衛担当）
- 1987年 - 外務省研修所
- 1988年 - 在スイス日本大使館一等書記官・参事官
- 1992年 - 大蔵省主計局調査課長[8]
- 1992年 - 大蔵大臣秘書官[8]
- 1993年8月 - 大蔵省主計局主計官[7]（法規担当、外務・通産・経済協力担当、防衛担当）
- 1996年7月 - 大蔵省銀行局特別金融課長[7]
- 1997年7月 - 大蔵省銀行局総務課長[7]
- 1998年6月 - 金融監督庁長官官房総務課長[7]
- 1999年7月 - 名古屋大学経済学部附属国際経済動態研究センター教授[7]（財務省大臣官房付）
- 2000年 -名古屋大学大学院経済学研究科附属国際経済動態研究センター教授（財務省大臣官房付）
- 2001年7月 - 金融庁総務企画局審議官（企画担当）[7]
- 2002年2月 - 名古屋大学より博士（経済学）の学位を受く[6]

（学位論文「信用秩序政策の再構成 : 体制移行期としての1990年代」）
- 2002年7月 - 金融庁検査局長[7]
- 2004年7月 - 金融庁監督局長[7]
- 2007年7月 - 金融庁長官[7]
- 2009年
  - 7月14日 - 退官、金融庁顧問
  - 10月 - 金融庁顧問 退任
  - 11月 - 米プロモントリー・フィナンシャル・グループ（英語版）本社上級顧問・国際アドバイザリーボードメンバー 兼 プロモントリー・フィナンシャル・ジャパン上級顧問
- 2010年4月 - 一橋大学大学院商学研究科教授[7]
- 2013年
  - 3月 - 一橋大学定年退職
  - 6月 - 東京証券取引所自主規制法人理事長[7]
- 2014年11月 - 国際財務報告基準財団（The IFRS Foundation）評議員（trustee）[6]
- 2018年1月 - 国際財務報告基準財団（The IFRS Foundation）副議長[9][6]
- 2018年6月 - 公益社団法人日本オーケストラ連盟理事長[10]
- 2020年6月 - 全国保証株式会社監査役[7]、農林中央金庫経営管理委員[6]
- 2020年7月 - 特定非営利活動法人証券・金融商品あっせん相談センター理事長[6]
- 2021年8月 - T&K法律事務所顧問[6]

## 大蔵省同期
- 金田勝年（法務大臣）
- 新井将敬（衆議院議員）
- 牧野治郎（国税庁長官）
- 井戸清人（日本銀行理事）
- 加藤秀樹（内閣府行政刷新会議事務局長）
- 花角和男（税務大学校長）
- 森信茂樹（財務省財務総合政策研究所長）
- 柏木茂雄（財務省財務総合政策研究所次長）など。

## 著作

### 著書
- 『バーゼル2と銀行監督―新しい自己資本比率規制』（東洋経済新報社、2007年4月）ISBN 9784492653944
- 『通貨危機後のアジア経済と改革への展望―タイ・インドネシア・韓国を中心に』（名古屋大学国際経済動態研究センター叢書 10）（日本図書センター、2003年8月）ISBN 9784820579984 平川均との共著）
- 『信用秩序政策の再編―枠組み移行期としての1990年代』（名古屋大学国際経済動態研究センター叢書 9）（日本図書センター、2003年2月）ISBN 9784820587675
- 『金融行政の座標軸―平時と有事を超えて』（東洋経済新報社、2010年7月）
- 『資本市場とプリンシプル』（日本経済新聞出版社、2019年5月）

### 論文等
- 「金融規制の質的向上について－ベター・レギュレーションへの取組み-証券監督の視点を織り交ぜながら」（資本市場（通号268）2007年12月）
- 「金融破綻処理の枠組みとその変遷-1990年代日本の経験と新しい預金保険制度」（経済科学（名古屋大学大学院経済学研究科）48(2)、2000年9月）
- 「金融をめぐる環境変化とわが国の信用秩序維持政策」（経済科学（名古屋大学大学院経済学研究科）.47(4)、2000年3月）
- 「東芝問題と「建設的曖昧さ」 佐藤隆文氏 日本取引所自主規制法人理事長（元金融庁長官）東芝 私見卓見」（日本経済新聞電子版、2018年1月9日）

その他多数。